# Thiết bị Godiva

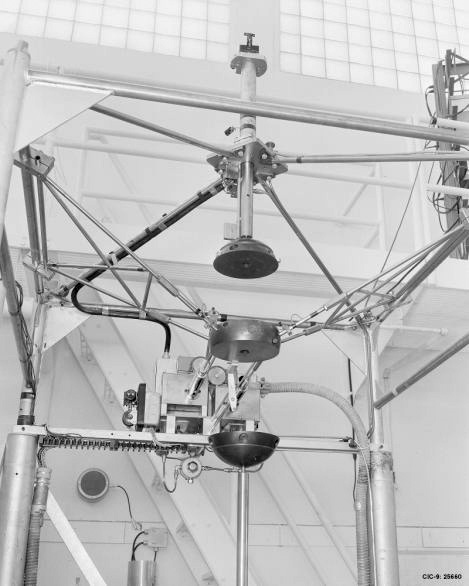
Phần chính của thiết bị "Godiva I" dùng cho thí nghiệm tạo các vụ bùng phát neutron và tia gamma, bằng cách ghép ba khối vật liệu và thả một que burst qua tâm khối. Trong ảnh này ba khối đang ở trạng thái an toàn.

Thiết bị Godiva hay thiết bị Lady Godiva  là một lò phản ứng hạt nhân  dạng xung không che chắn, ban đầu đặt tại Phòng thí nghiệm Los Alamos (LANL, Los Alamos National Laboratory) ở New Mexico, Mỹ.
Đây là một trong số các thiết bị hạt nhân trong "Khu kỹ thuật 18" (TA-18, Technical Area 18), dùng cho các thí nghiệm ở mức tới hạn. Nó được sử dụng để tạo các vụ bùng phát neutron và tia gamma dùng cho chiếu xạ các mẫu thí nghiệm, và là phát triển mô phỏng theo lò phản ứng Godiva.
Nhà vật lý học Otto Robert Frisch nhớ lại là năm 1944 tại Phòng thí nghiệm Los Alamos có mẫu ráp urani-235 không che chắn được gọi là "Lady Godiva" .
Sau này nó được gọi với tên Godiva I.

## Hoạt động của Godiva I
Godiva I có khối chất kim loại đồng vị phân hạch, thường là Urani-235 đã làm giàu . Khối có đường kính khoảng 30 cm, đặt ở đỉnh khung kim loại cao hai mét.
Sự bùng nổ của bức xạ được tạo ra khi piston bằng chính vật liệu phân hạch đó được đưa vào trong thời gian ngắn, và từ đó tạo ra trong khoang một lượng phân hạch lớn hơn. Trong thời gian hai khối này kết hợp với nhau, nó đã tạo ra một khối có khối lượng tổng đạt mức tới hạn, và chuỗi phản ứng hạt nhân được duy trì trong một thời gian ngắn, đến khi piston đưa các khối ra xa nhau.
Thiết kế Godiva kế thừa thiết kế của "thiết bị Jemima" có năm 1952, với khả năng tự chấm dứt phản ứng khi phát hiện thử nghiệm có gì đó không bình thường. Jemima hoạt động bằng điều khiển từ xa (remote) nâng một chồng đĩa Urani-235 làm giàu xếp lên một phía xác định. Tuy nhiên ngày 18/04/1952, do một tính toán sai lầm Jemima đã xếp lên quá nhiều đĩa, điều này gây ra bùng phát của 1,5 x 1016 phân hạch, song đã tự động hãm nên không gây thiệt hại .
Vào ngày 03/02/1954 và ngày 12/02/1957, sự cố tới hạn lại tình cờ xảy ra gây thiệt hại cho thiết bị, nhưng may mắn những người làm việc chỉ bị chiếu xạ không đáng kể. Sau tai nạn thứ hai thiết bị Lady Godiva này không thể khắc phục được, nên đã được thay thế bằng Godiva II .

## Godiva II
Godiva II là thiết bị thay thế cho Godiva I.